# 昭鼠
昭鼠（?—?），战国时期楚国官员，封为宛公，出自昭氏。
前312年（周赧王三年、楚怀王十七年、秦惠文王十三年），秦国将领术视伐楚，楚怀王派昭鼠率军十万驻守汉中。昭雎在重丘打败秦军，苏厉对宛公昭鼠说：“楚王想要昭雎乘胜攻秦，一定分你的兵力来加强他。秦国知道你的兵力被分，必从汉中而出。我请为你通过芈戎对楚王透露：‘秦军将要兵出汉中。’你的兵就能保全了。”